# Обратно в играта (филм, 2012)
„Обратно в играта“ (на английски: Trouble with the Curve) е американска спортна драма от 2012 г. на режисьора Робърт Лоренц, сценарият е на Ранди Браун, и във филма участват Клинт Истууд, Ейми Адамс, Джъстин Тимбърлейк, Матю Лилард и Джон Гудмън. Снимките започват през март 2012 г., а премиерата на филма е на 21 септември 2012 г.